# Eupoecilia ambiguella
The Vine Moth (Eupoecilia ambiguella) là một loài bướm đêm thuộc họ Tortricidae. Nó được tìm thấy ở châu Âu.
Sải cánh dài 12–15 mm. Con trưởng thành bay từ tháng 5 đến tháng 8. .
Ấu trùng chủ yếu ăn Dogwood, Rhamnus frangula, Hedera helix, Rhamnus cathartica, Grape và Honeysuckle. The species is considered a pest for grapes.

## Hình ảnh

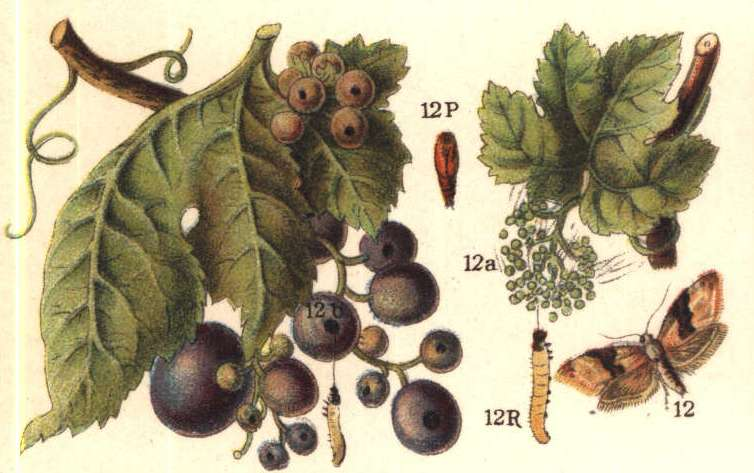